# Huáncito
Huáncito es una localidad del estado mexicano de Michoacán. Es parte del municipio de Chilchota.

## Demografía
| Gráfica de evolución demográfica |
|                                  |

| Censo | Población |
| ----- | --------- |
| 1900  | 683       |
| 1910  | 697       |
| 1921  | 651       |
| 1930  | 695       |
| 1940  | 768       |
| 1950  | 780       |
| 1960  | 768       |
| 1970  | 1 352     |
| 1980  | 1 325     |
| 1990  | 2 158     |
| 2000  | 2 685     |
| 2010  | 3 722     |
| 2020  | 4 403     |